# ستيفن فين
ستيفن فين (4 أبريل 1989 في المملكة المتحدة - ) (بالإنجليزية: Steven Finn)‏ هو لاعب كريكت بريطاني. شارك مع منتخب إنجلترا للكريكت. أما مع النوادي، فقد لعب مع اسلام اباد يونايتد ‏ ونادي مقاطعة ميدلسكس للكريكت ‏ وفريق أوتاغو للكريكت ‏.

## وصلات خارجية
- ستيفن فين على موقع إي آس بي آن كريك إنفو (الإنجليزية)